# Вертошино
Вертошино — деревня в Рузском районе Московской области, входящая в состав сельского поселения Старорузское. Население — 14 жителей на 2006 год. До 2006 года Вертошино входило в состав Старорузского сельского округа.
Деревня расположена в центральной части района, на правом берегу речки Вертошинка (левый приток Москва-реки), примерно в 6,5 км к юго-востоку от Рузы, высота центра деревни над уровнем моря 184 м. Ближайшие населённые пункты в 1 километре — Вражеское на юго-запад, Писарёво на юг, Старая Руза — юго-восток и Глухово на восток.